# Průkaz mimořádných výhod
Průkaz mimořádných výhod je průkaz obdélníkového tvaru vydávaný osobám těžce postiženým (průkaz TP), osobám zvlášť těžce postiženým (průkaz ZTP) a osobám zvlášť těžce postiženým s průvodcem (průkaz ZTP/P). Občanům s těžkým tělesným, smyslovým nebo mentálním postižením, které podstatně omezuje jejich pohybovou nebo orientační schopnost, se poskytují podle druhu a stupně postižení mimořádné výhody, zejména v dopravě nebo při potřebě průvodce.

## Mimořádné výhody I. stupně (průkaz TP - těžké postižení)
- nárok na vyhrazené místo k sezení ve veřejných dopravních prostředcích pro pravidelnou hromadnou dopravu osob, kromě autobusů a vlaků, v nichž je místo k sezení vázáno na zakoupení místenky
- nárok na přednost při osobním projednávání jejich záležitostí, vyžaduje-li toto jednání delší čekání, zejména stání. Za osobní projednávání záležitostí se nepovažuje nákup v obchodech, obstarávání placených služeb, ani ošetření a vyšetření ve zdravotnických zařízeních.

### Mimořádné výhody I. stupně (průkaz TP) se přiznávají např. v těchto případech
- ztráta úchopové schopnosti nebo podstatné omezení funkce horní končetiny
- anatomická ztráta několika prstů na obou nohou nebo ztráta nohy v kloubu Lisfrankově nebo Chopartově a výše, až po bérec včetně
- podstatné omezení funkce jedné dolní končetiny
- omezení funkce dvou končetin
- zkrácení jedné dolní končetiny přesahující 5 cm
- omezení páteře, stavy po operacích a úrazech páteře s přetrvávajícími projevy nervového a svalového dráždění, insuficiencí svalového korzetu a omezením pohyblivosti dvou úseků páteře
- postižení cév jedné dolní končetiny s těžkou poruchou krevního oběhu
- záchvatová onemocnění různé etiologie spojená s opakovanými poruchami vědomí, závrativé stavy

## Mimořádné výhody II. stupně (průkaz ZTP - zvlášť těžké postižení)
- výhody uvedené v bodu 1
- nárok na bezplatnou dopravu pravidelnými spoji místní veřejné hromadné dopravy osob (tramvajemi, trolejbusy, autobusy, metrem)
- sleva 75 % jízdného ve druhé vozové třídě osobního vlaku a rychlíku ve vnitrostátní přepravě a 75% sleva v pravidelných vnitrostátních spojích autobusové dopravy, na Moravě (resp. na území Jihomoravského, Zlínského, Olomouckého a Moravskoslezského kraje) sleva 100% při využití IDS
- Nárok na zakoupení jízdenky ve vlaku u průvodčího bez manipulační přirážky při nástupu v obsazené stanici
- podle § 36, vyhl. č 182/1991 Sb. (předpis byl zrušen ke dni 1.1.2012 zákonem č. 329/2011 Sb. o poskytování dávek osobám se zdravotním postižením) nárok na příspěvek na provoz motorového vozidla ve výši 3 000 Kč ročně, nejde-li o sluchové postižení
- invalidní označení na motorové vozidlo

### Mimořádné výhody II. stupně (průkaz ZTP) se přiznávají např. v těchto případech
- anatomická ztráta jedné dolní končetiny v kolenním kloubu nebo ve stehně
- anatomická ztráta dvou dolních končetin v úrovni Lisfrankova nebo Chopertova kloubu a výše
- funkční ztráta jedné dolní končetiny
- současné funkčně významné anatomické ztráty části jedné dolní a jedné horní končetiny nebo obou horních končetin v úrovni bérce a předloktí
- podstatné omezení funkce dvou končetin se závažnými poruchami pohybových schopností při neurologických, zánětlivých, degenerativních nebo systémových onemocněních pohybového aparátu
- onemocnění páteře, stavy po operacích a úrazech páteře se středně těžkými parézami, výraznými svalovými atrofiemi nebo se závažnými deformitami páteře s omezením exkurzí hrudníku, ztuhnutím tří úseků páteře
- těžké obliterace cév obou dolních končetin s výrazným trofickým postižením a výrazným funkčním postižením hybnosti
- chronické vady a nemoci interního charakteru značně ztěžující pohybovou schopnost
- oboustranná praktická hluchota nebo oboustranná úplná hluchota, kterou se rozumí celková ztráta slyšení podle[ujasnit] 85 % a více, více než 70 dB
- kombinované postižení sluchu a zraku (hluchoslepota) funkčně v rozsahu oboustranné středně těžké nedoslýchavosti, kterou se rozumí ztráta slyšení podle Fowlra 40 až 65 % a oboustranné silné slabozrakosti, kterou se rozumí zraková ostrost s nejlepší možnou korekcí na lepším oku, kdy maximum je menší než 6/60 a minimum rovné nebo lepší než 3/60, nebo oboustranné koncentrické omezení zorného pole v rozsahu 30 až 10 stupňů, i když centrální ostrost není postižena
- oboustranná těžká ztráta zraku, kterou se rozumí zraková ostrost s korekcí, kdy maximum rovné nebo lepší než 1/60

## Mimořádné výhody III. stupně (průkaz ZTP/P - zvlášť těžké postižení / průvodce)
- výhody uvedené v bodech 1 a 2
- nárok na bezplatnou dopravu průvodce veřejnými hromadnými dopravními prostředky v pravidelné vnitrostátní osobní hromadné dopravě
- u úplně nebo prakticky nevidomých nárok na bezplatnou přepravu vodícího psa, pokud je nedoprovází průvodce
- podle § 36, vyhl. č 182/1991 Sb. (předpis byl zrušen ke dni 1.1.2012 zákonem č. 329/2011 Sb. o poskytování dávek osobám se zdravotním postižením) nárok na příspěvek na provoz motorového vozidla ve výši 9 900 Kč ročně

### Mimořádné výhody III. stupně (průkaz ZTP/P) se přiznávají např. v těchto případech
- anatomická ztráta dolní končetiny vysoko ve stehně s anatomicky nepříznivým pahýlem nebo v kyčli
- anatomická ztráta obou končetin v bércích a výše nebo ztráta podstatných částí horní a dolní končetiny v úrovni pažní a stehenní kosti nebo obou horních končetin v úrovni paže
- funkční ztráta jedné dolní a jedné horní končetiny nebo obou dolních končetin
- těžká porucha pohyblivosti na základě závažného postižení několika funkčních celků pohybového ústrojí s odkázaností na vozík pro invalidy; funkčním celkem se přitom rozumí trup, páteř, pánev, končetina
- disproporční poruchy růstu provázané závažnými deformitami končetin a hrudníku, pokud tělesná výška po ukončení nepřesahuje 120 cm
- dlouhodobé multiorgánové selhávání dvou a více orgánů, pokud podstatně omezuje pohybové nebo orientační schopnosti
- neúplná (praktická) nevidomost obou očí, kterou se rozumí zraková ostrost s nejlepší možnou korekcí 1/60, 1/50 až světlocit nebo omezení zorného pole do 5 st. kolem centrální fixace, i když centrální ostrost není postižená, nebo úplná nevidomost obou očí, kterou se rozumí ztráta zraku zahrnující stavy od naprosté ztráty světlocitu až po zachování světlocitu s chybnou světelnou projekcí
- oboustranná praktická hluchota nebo oboustranná úplná hluchota u dětí do ukončení povinné školní docházky
- střední, těžká a hluboká mentální retardace nebo demence, jeli IQ horší než 50, psychické postižení s dlouhodobými těžkými poruchami orientace a komunikace
- kombinované těžké postižení sluchu a zraku (hluchoslepota) funkčně v rozsahu oboustranné těžké nedoslýchavosti až hluchoty, kterou se rozumí ztráta slyšení podle Fowlera horší než 65 %, a oboustranné těžké ztráty zraku